# Saterfrisiska

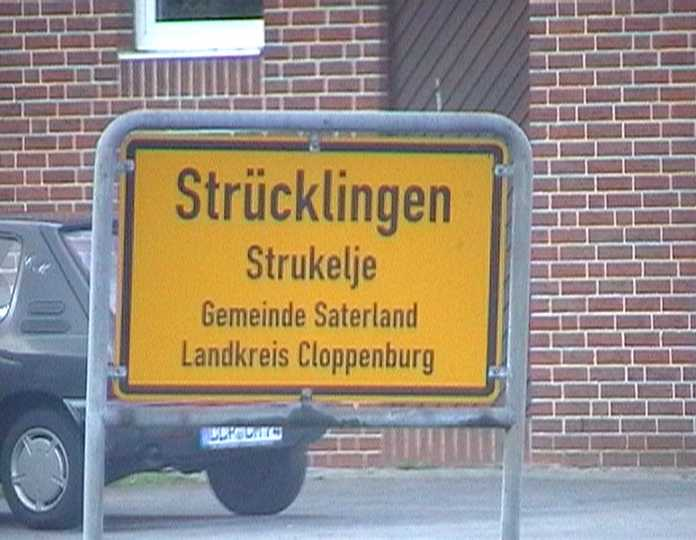
Tvåspråkig ortsskylt, Strücklingen/Strukelje

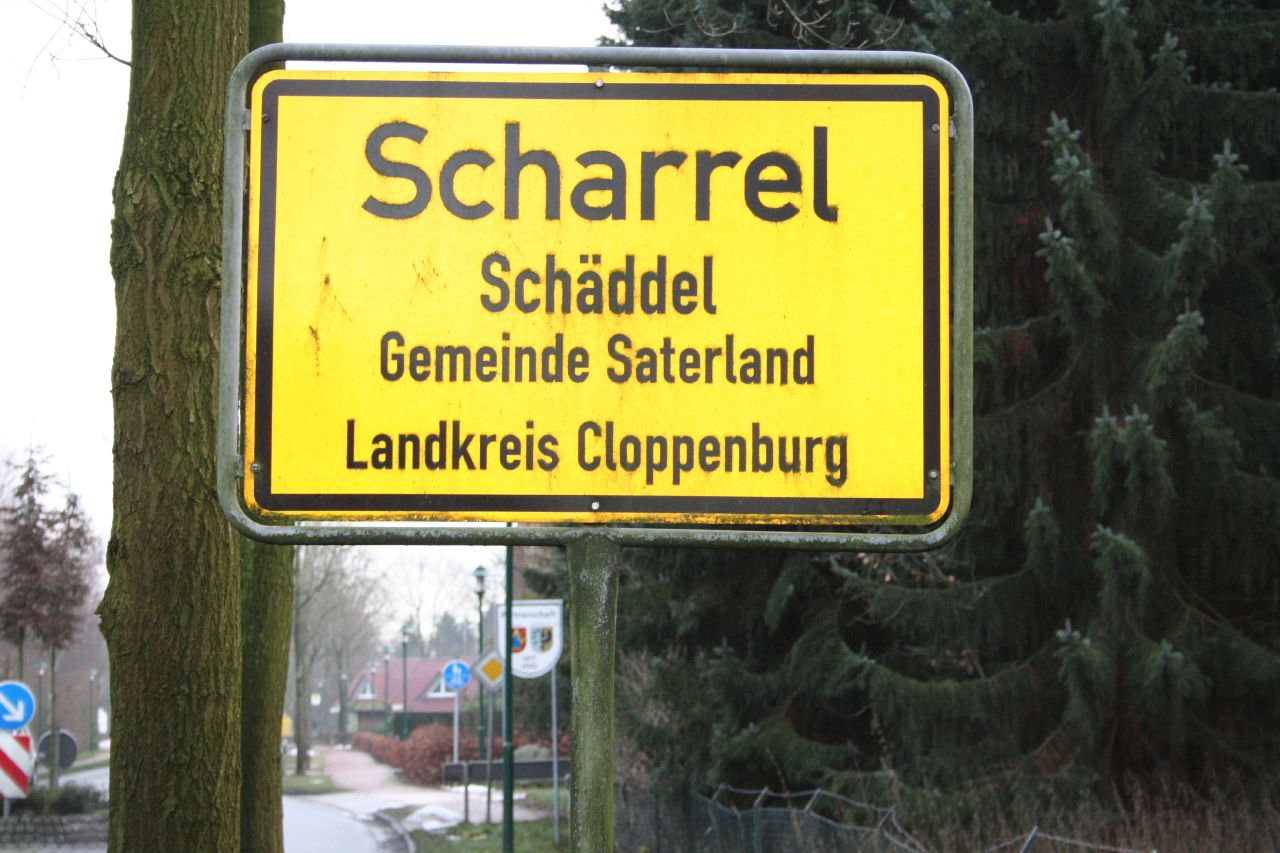
Tvåspråkig ortsskylt, Scharrel/Schäddel.

Saterfrisiska (Seeltersk) är den enda varietet av östfrisiskan som fortfarande talas. Saterfrisiska talas i den tyska kommunen Saterland i distriktet Cloppenburg. Antalet talare uppskattas till mellan 1.500 och 2.500 personer. I Ostfriesland och andra delar där östfrisiskan tidigare talades har den ersatts av olika plattyska dialekter. 

## Historia
Östfrisiska har talats i området sedan 1100-talet då östfriser kom till nuvarande Saterland. På grund av saterfrisernas relativa isolering kunde språket leva vidare här till skillnad från i Ostfriesland. Saterland var omgivet av myrmarker och fram till 1800-talet kunde området endast nås per båt. 
Sedan 1999 är saterfrisiska ett officiellt minoritetsspråk i Tyskland. Sedan 2004 finns även radiosändningar på saterfrisiska. Bland annat ortsskyltar i området är tvåspråkiga. Föreningen Seelter Buund arbetar för att skydda det saterfrisiska språket. Saterland är representerat i det interfrisiska rådet.